# Collection Of Etruscan, Greek And Roman Antiquities From The Cabinet Of The Honble. Wm. Hamilton
Die Publikation Collection Of Etruscan, Greek And Roman Antiquities From The Cabinet Of The Honble. Wm. Hamilton gilt als eine der bahnbrechenden Veröffentlichungen auf dem Gebiet der Klassischen Archäologie. Unter der Leitung des Kunsthistorikers und Altertumsforschers Pierre-François Hugues d’Hancarville wurde die vor allem aus antiken griechischen Vasen bestehende Kollektion des Sammlers William Hamilton ab dem Jahr 1767 bekannt.

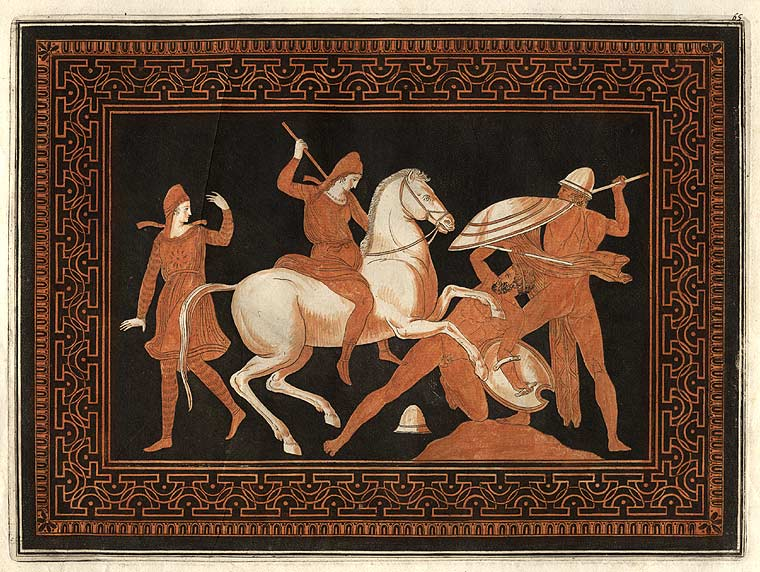
Abbildung aus den Collection Of Etruscan, Greek And Roman Antiquities.

William Hamilton hatte als britischer Gesandter im Königreich Neapel eine bedeutende Sammlung antiker Altertümer, insbesondere bemalter griechischer Vasen, zusammengetragen. 1765 betraute er d’Hancarville, der zu dieser Zeit aufgrund seines Lebensstils in massiven finanziellen Schwierigkeiten war, mit der Publikation seiner Sammlung. Die beiden ersten Bände erschienen noch ohne Probleme 1767 und 1770 (nicht wie in den Publikationen selbst angegeben 1766 und 1767) in Neapel. Dann musste d’Hancarville Neapel fluchtartig wegen seiner Gläubiger verlassen. Dabei nahm er schon angefertigte Bildtafeln für die Bände drei und vier mit, die er in Florenz verpfänden musste. Hamilton musste sie dort wieder auslösen. Durch die Probleme erschienen der dritte und der vierte Band erst 1776. 1785 besorgte d’Hancarville, mittlerweile in Paris lebend, in der französischen Hauptstadt eine veränderte Neuauflage mit Zeichnungen von François Anne David. 1801 bis 1808 erschien eine weitere Neuauflage in Florenz.
Bei der Publikation beschritt d’Hancarville neue Wege. Ab dem zweiten Band nahm er auch Stücke aus anderen Sammlungen auf, im dritten und vierten Band werden auch andere Stücke, vor allem Gemmen und Statuen gezeigt. Die Vasen wurden nach technischen Gesichtspunkten gezeigt: es wurden Profilzeichnungen gefertigt und Abrollungen der Bilder gezeigt. Zudem wurden sie aus verschiedenen Perspektiven abgebildet. Grundsätzlich stand das Werk in der Tradition älterer Werke wie der des Bernard de Montfaucon, Anne-Claude-Philippe, Comte de Caylus oder Giovanni Battista Passeri, gab aber erstmals so genaue Abbildungen wieder, dass auch der Stil der Werke beurteilt werden konnte. Methodisch orientiert sich das Werk an Johann Joachim Winckelmann, der als Erster überhaupt die Bedeutung der Vasen für die Kunstgeschichte erkannt hatte. Ursprünglich war es vorgesehen, dass er Texte beisteuern sollte, was aufgrund seines frühen Todes nicht mehr zustande kam. Zeitweise beschäftigte d’Hancarville 15 Zeichner und Stecher, die an den Bildwerken arbeiteten, d’Hancarville besorgte die Texte dazu, die jedoch ohne größere Wirkung blieben und in ihrer Beurteilung umstritten sind.
Von besonderer Bedeutung ist das Werk bis heute für die moderne Antikenrezeption. Es wurde eine regelrechte Welle der Verwendung antiker beziehungsweise antikisierender Motive eingeleitet, die weite Teile der Kunst aber auch des Kunsthandwerkes ergriff. Josiah Wedgwood nutzte die Motive häufig für seine Wedgwoodware, aber auch andere Keramikproduzenten griffen auf die antiken Vorbilder zurück. Darüber hinaus hatte das Werk Einfluss auf die Gestaltung von Möbeln, insbesondere der Intarsien, Stoffen und Wanddekorationen. Ein weiterer Nebeneffekt war der starke Anstieg von Preisen für antike Vasen. 
1772 verkaufte Hamilton seine erste Vasensammlung und begann eine zweite, die später von Johann Heinrich Wilhelm Tischbein und dessen Schüler publiziert wurde.

## Ausgaben
- Collection of Etruscan, Greek, and Roman antiquities from the cabinet of the Honble. Wm. Hamilton. = Antiquités etrusques, grecques et romaines. Tirées du Cabinet de M. Hamilton. Imprimé par François Morelli, Neapel, 1766–1767 (Bd. 1, 1766 [gedruckt 1767], Digitalisat, Bd. 2, 1767 [1770], Digitalisat, Bd. 3, 1767 [1776], Digitalisat, Bd. 4, 1767 [1776], Digitalisat).
- Antiquités etrusques, grecques et romaines gravées par F. A. David. Avec leurs explications par d’Hancarville. Paris 1785–1787 (Bd. 1, 1785 Digitalisat, Bd. 2, 1785 Digitalisat, Bd. 3, 1787 Digitalisat, Bd. 4, 1787 Digitalisat).
- Antiquités etrusques, grecques et romaines tirées du cabinet de M. Hamilton envoyé extraordinaire de S.M. Britannique à la court de Naples. Florenz 1801–1808 (Bd. 1, 1801 Digitalisat, Bd. 2, 1801 Digitalisat, Bd. 3, 1806 Digitalisat, Bd. 4, 1808 Digitalisat).